# Kanton Ancerville
Ancerville is een kanton van het Franse departement Meuse. Het kanton maakt deel uit van het arrondissement Bar-le-Duc.

## Geschiedenis
Op 22 maart 2015 werden, bij toepassing van het decreet van 17 februari 2014, de gemeenten Guerpont, Maulan, Nant-le-Grand, Nant-le-Petit, Silmont, Tannois, Tronville-en-Barrois en Velaines overgeheveld van het kanton Ligny-en-Barrois waardoor het totale aantal gemeenten toenam van 17 naar 25.

## Gemeenten
Het kanton Ancerville omvat tegenwoordig de volgende gemeenten:
- Ancerville (hoofdplaats)
- Aulnois-en-Perthois
- Baudonvilliers
- Bazincourt-sur-Saulx
- Brillon-en-Barrois
- Cousances-les-Forges
- Guerpont
- Haironville
- Juvigny-en-Perthois
- Lavincourt
- Lisle-en-Rigault
- Maulan
- Montplonne
- Nant-le-Grand
- Nant-le-Petit
- Rupt-aux-Nonains
- Saudrupt
- Savonnières-en-Perthois
- Silmont
- Sommelonne
- Stainville
- Tannois
- Tronville-en-Barrois
- Velaines
- Ville-sur-Saulx